# 出包王女角色列表
以下為《出包王女》系列的人物列表，包括本篇與Darkness篇。
部分人物源自矢吹健太朗前作《黑貓》，如金色闇影原型就是伊芙。

## 主要人物
結城梨
本作主人公。具有輕微的睡眠性交症，和女角們同床時經常發生（性騷擾）並會念著棉花糖。故事開始時，他是彩南高中一年級的學生（15歲），在PSP及NDS的遊戲中是16歲。他的爸爸結城才培是漫畫家，媽媽結城林檎在法國當服裝設計師，還有一個能幹的妹妹結城美柑。
個性溫柔，一直暗戀同班同學西連寺春菜。某一天在家裡入浴時，與突然出現的菈菈相遇。之後，菈菈開始寄住在結城家。及後，當梨斗努力地向春菜表白時，對象卻搞錯成從天而降的菈菈，而菈菈亦以為梨斗是在向自己告白。自此，梨斗每一天都被捲入求愛以及因為菈菈脫線行動而引起的糾紛中，因而過著忙碌的生活。
在美柑的回憶中得知本身亳無審美的天分（這裡指的是堆雪人和裝飾聖誕樹）。
他的長相和能力都很普通（除了優異的運動能力）。個性單純，老好人，容易害羞和感動，是個充滿正義感的少年，並會對為了權力而接近菈菈的卑鄙婚約者（會不擇手段除掉其他競爭者）感到憤怒（此時能變得很強）。他正周旋在愛上自己的菈菈和自己暗戀的春菜之間，也因各式各樣的事件而漸漸與她們拉近距離，並感動其他少女，使其他女生也漸漸對他產生好感與喜歡上他。對自己喜歡菈菈及春菜的感情十分苦惱，但因法律令自己不能兩個都要，只能2選1而煩惱，及後經茉茉解說，如果和菈菈結婚就能成為戴比路克星王，因為成為了王之後，就能無視地球的法律而去開後宮樂園。原本十分抗拒開後宮樂園，但經過了和其他女主角们的獨有故事以及不想見到她們傷心的樣子，而漸漸有點想開後宮樂園，令每位女主角都能幸福。
在與菈菈見面之前，是一個幻想女子泳裝的樣子也會害羞的人，但是現在自從菈菈入住了結城家的關係，就克服了這一個問題（因菈菈脫線行動而經常看到她全祼，而菈菈自身并不介意被人看到裸體；還有不時看到其他女主角敏感部位；及因為經常發動戀愛漫畫公式最強大技能——梨斗摔），但還是會抗拒，因此茉茉扔在想要如何幫梨斗克服、脱离食草男成為食肉男。
中學時代是足球社的成員。高中後，為了協助家事落於一身的妹妹，放棄足球。具有體貼家人的性格。運動神經優秀的設定是根據足球社員的身分而來。 雖然平時好像除了運動神經優秀這設定外，什麼都是不行的，但是對於一些小遊戲（如夾娃娃祭典的遊戲）却是十分在行和電子遊戲也是十分拿手的現在因為唯這位風紀委員的關係，令學校有一部份人真的認為梨斗是「鬼畜男」（因唯經常在風紀委員會議中說起梨斗的問題）。這一個鬼畜男傳聞的影響，导致茉茉親衞隊 V·M·C的隊員經常幻想梨斗會對茉茉做一些鬼畜的行動。
愛好種植植物（認真照顧菈菈在生日送的奇怪宇宙植物），在中學時期也常在班中照顧花草。曾經被菈菈意外變成女生，名字叫做夕崎梨子，而且猿山對其一見鍾情。
漫画darkness故事中叶（动画darkness第二季结尾）努力克服自己的女性恐惧、强行停止「神摔」技能、使用「校长式」性骚扰手段第一次主动猥亵Darkness小闇，使小闇的系统产生bug，随后Darkness小闇恢复正常。尔后在戴比路克三姐妹的母亲——赛菲访问地球时，发动「神摔」技能吃了她的豆腐，还看到了她的脸，但没有被赛菲的查姆星人能力魅惑，使赛菲另眼相看。故事的尾声梨斗被胡闹的涅墨西斯引发的一系列事件逼入「绝境」时被春菜所救，二人逃跑至体育仓库后梨斗立刻使用神摔吃了春菜豆腐，但春菜却对梨斗告白，梨斗以自己的告白回应之并表示自己最喜欢的正是春菜，但自己需要负责的女孩子太多、无法和春菜发展更进一步的关系。后偶遇正在告知菈菈自己已对梨斗告白的春菜，想到如果开始同春菜交往就得和菈菈断绝关系后突然流下眼泪，决定整理自己的心情。事後被涅梅西斯譴責對那麼多人性骚扰現在還想逃避?
擁有戀愛漫畫公式最強大技能——神摔：隨時隨地的跌倒；就算沒有足以構成跌倒情況下，也可以進行跌倒這項動作；一旦只要觸發跌倒，主人公的手或是頭會進入自動導航撲上任何女生任何敏感部位，仅被春菜躲开过一次，其余无往不利；與其說常發生意外，不如說是神乎其技的觸發技能。其神摔技能在漫画中被御门凉子起了个医学术语——突发性无耻综合征，并稱「神摔」为宇宙的意志, 治療和對策都不可能!
官方女主角总选举以夕崎梨子的身份获得「偶像团体」第5名、「想要进入身体一天的角色」第7名。
菈菈·撒塔琳·戴比路克
本篇主要女主角，從戴比路克星來的外星人。也是戴比路克銀河系的第一公主。父親是戴比路克星王。母親是宇宙公認的擁有第一美貌的戴比路克王妃赛菲。有兩個妹妹——娜娜和茉茉。擁有遺傳自父親的大膽和遺傳自母親的美貌。雖有正常人的外形，但是擁有像魔鬼般的尾巴（戴比路克星人的特徵），尾巴也同時是敏感帶。髮型是有呆毛的粉紅色長髮。身高為165公分。根據林檎（梨斗的媽媽）調查及動畫第一季第二十二話所得，其三圍分別是B89/W57/H87。因討厭跟不斷湧現的候選結婚對象相親的日子，從戴比路克離家出走，抵達地球。
有著天真而自由奔放的性格（某種意義還比娜娜孩子氣），在學校是高度的活潑。有著豐富而激烈的喜怒哀樂感情，並且十分衝動，是個常常不太深思熟慮便行動的麻煩製造者，但是一名十分愛護妹妹的姐姐，曾為了小時候正在吵架的茉茉及娜娜，利用自己的發明來製造暴走令茉茉及娜娜和好如初以及不用挨薩斯丁的罵。
為了一直跟梨斗一起，以轉學生身分入讀梨斗的學校。運動能力非常高，即使在不為意的狀態下亦可輕易超越地球人的平均值（即使保留實力，仍可在10.9秒內跑完100米）。
父親掌握銀河系的一切，所以菈菈的戰鬥能力也相當高，如只靠大聲呼叫就使颱風更換路徑、由尾巴可以發出光線攻擊、與金色闇影不相上下的戰鬥能力；要完全破壞校舍，亦是一件簡單的事。
入浴的時候往往女僕也會在場，所以菈菈不會介意被人看到裸體，這亦是令梨斗一眾捲入帶有色味的麻煩漩渦中的原因之一。唯獨害怕被觸摸戴比路克人的最大特徵與敏感部位——尾巴，一碰觸即會達到小高潮。智商奇高，在校成績幾乎都是100分（只有最初的考試是十分差，因菈菈並未完全熟識地球日本的文字）。梨斗從沛凱口中得知菈菈是戴比路克皇室難得一見的天才，但是發明大多用來惡作劇，相當可惜。
菈菈自小開始發明東西，是因為在王宮的生活太無聊，而想找點快樂的事做（因銀河大戰結束就因和平而來了，後就被要求不斷學習，及和自身年紀差不多的人，也只會在王族文流時而來，但朋友來也只到了8歲為止），小時候的惡作劇就已經不是小孩子能做到惡作劇了，把戴比路克軍的宇宙航空母艦分解並復原，因此從小就有了機械方面知識。
在最初入學的時候，雖會隱藏自己是宇宙人的身分，但是因為經常做出非常人的舉動，即使是身分敗露了，其他人沒有特別驚恐的反應，很平常地接受了。而和春菜的朋友關係也算是良好。
由於拒絕父親所選的相親對象，最初是想把偶然相遇的梨斗宣稱為結婚對象从逃避他们，但因誤解了梨斗的發言而真的喜歡了梨斗。但後來發覺梨斗的心是在自己以外其他的女性身上（她的「重要的朋友」春菜），即使這樣也不愿依靠公主的權力，甚至純真地甘願以一個普通少女身分向梨斗祝福，但同時自己也會行動，來令到梨斗喜歡上自己（請見動畫第2季第12集）。
對於梨斗同時喜歡自己及春菜並沒有不高興，反而十分高興，因為可以和春菜一起和梨斗結婚。
把自己的實驗室和自己的房間合而為一，而實驗室则是安裝在梨斗的房間中的櫃子中（也就是說是和梨斗同房；請見動畫第二季第3集）。但是由於現在妹妹們入住了結城家，菈菈和並了結城家的天花和閣樓，利用扭曲空間興建了新的大房間，搬遷到和妹妹們同居，但無論房間在哪里，其内部都是十分凌亂，到處都是缺陷發明品。
在漫畫版《Darkness》中，出場頻率明顯少了，劇情重心轉移成茉茉和金色闇影。直到结尾处，得知春菜和梨斗互相告白后，大度地表示「这真是太好了」，令春菜决定不立刻接受梨斗，而是给梨斗时间整理自己的思路。
喜歡吃黑暗物質的食物，這也是為何菈菈煮的食物是黑色有煙及有不知名的味道。
上課時座位是在梨斗的左上方。
非常喜歡看《爆熱魔法少女恭子》，本人亦是霧崎恭子的Fans。
官方女主角总选举获得「想要成为自己家人的角色」第4名、「想要做朋友角色」第8名、「偶像团体」第6名、「想要进入身体一天的角色」第6名、「想要做自己恋人的角色」第4名。
西連寺春菜
本篇第二女主角。高中二年級學生。梨斗以及菈菈等人的同學。留有紫色短髮，謙虛，性格穩重冷靜的美少女。並有一位姊姊。2-A班的班長，網球社的成員之一。
她是梨斗暗戀的對象，也因為看到照顧植物的梨斗，所以從中學生時期就對他抱有好感，所以實際上雙方是相思相愛的關係。多次和梨斗產生很好的氣氛，但依然未能正視雙方的心情，以及許多突發的狀況發生，又或是因為菈菈的關係，使得雙方的關係一直沒有進展。
當害怕到極限的時候，會開始出現暴走的行為（根據第一季17集「校舍的鬼魂」漫畫第58話中，春菜使出渾身解數將梨斗丟出去）。弱點是胸部和脖子，而且常被好朋友里紗和未央從後方襲胸。
自身認為自己的胸部不是巨乳（但其實春菜的胸部並不小，只是身邊的人太大，如菈菈、古手川及倫等等），認為梨斗不會喜歡平胸，因而去做不斷能令胸部變大的事情，但之後偷聽到梨斗說每個人也是獨一無二的，最重要的是其內在。所以自身不會在意她人大與小，因此就放心了。
因為沒有勇氣向梨斗表達自己心情，而且梨斗的表現常針對直率的菈菈，因而對菈菈產生羨慕和一點點的妒忌。和姊姊秋穗住在一起，養了一隻名為馬隆的波士頓犬公狗（根據單行本第12集番外篇）。
在動畫一期中的性格表現比漫畫中積極許多。在動畫第二季時，被女幽靈村雨靜附身(為了躲避狗攻擊)，在村雨靜的意識之下和男主角梨斗告白，也讓大家知道他的心意!
在家中是負責料理的人，所以料理能力並不差。
漫画的尾声于和梨斗一起逃跑事件时对梨斗告白，得知自己是梨斗最喜欢的人，后告知菈菈自己已对梨斗告白，但看到大度的菈菈和流泪的梨斗的反应之后，决定给梨斗慢慢思考整理内心的时间。
官方女主角总选举获得「想要成为自己家人的角色」第7名、「想要做朋友角色」第7名、「偶像团体」第10名、「想要进入身体一天的角色」第9名、「想要做自己恋人的角色」第1名。
結城美柑
本作女主角之一，梨斗的妹妹。連載開始時，是11歲的小學五年級學生，現在已升為六年级，現在是6-A班的班長。小惡魔個性的美少女，言行舉止比梨斗更像大人，非常會做菜，有點毒舌，常常戲弄梨斗、也常像長輩一樣對梨斗說教。由於雙親經常不在家，所以負責處理家務。在學校中成績、相貌、体育能力都十分好，因此在男女生中人气都很高、受到很多人的愛慕。在部分同學當中，已被認為會使用忍術及飛天（其实是因為當時發生了和梨斗等人有關的事故）。
服装如同成年人，頭髮用玻璃珠綁起来的髮式。喜歡吃冰棒。
知道菈菈是外星人的事實，不過很歡迎菈菈住在結城家中。常嘲笑哥哥遇到春菜不知所措的情形，並且觀察被菈菈玩弄的梨斗，因為發現許多女生喜歡她哥哥，因此稱她哥哥為「罪惡之人」。
有體貼哥哥的一面，並且希望為了幫助自己而放棄高中社團活動的梨斗回心轉意回去社團，在情人節送他情人巧克力，並且也伴隨菈菈購物以及溜冰，兄妹感情良好。
似乎對梨斗有著超乎兄妹的感情，在動畫OVA第2集還有第5集都有透露類似的訊息，漫畫中當娜娜問起是否有喜歡的人時，娜娜提到梨斗時美柑就害羞了。平常直呼梨斗本名，但當稱呼梨斗為「哥哥（お兄ちゃん）」時，似乎就表示發生了甚麼「特別的狀況」。
平時和重生成小女孩後的希莉奴一起睡覺，害怕打雷，特別是在晚上時所打的雷電。
曾被涅墨西斯利用暗物质而误吃了梨斗豆腐、「逆向性骚扰」了梨斗，产生愧疚，因而不能再指责梨斗用「神摔」技能「性骚扰」其他女性。
官方女主角总选举获得「想要成为自己家人的角色」第1名、「偶像团体」第8名、「想要做自己恋人的角色」第7名。
金色闇影
本篇女主角之一，Darkness篇角色重要性增加。宇宙中最危險的刺客。外表是金色頭髮且穿黑色戰鬥服裝的可愛美少女（小女孩，在OVA第1話中和漫畫第100話中曾用變身能力使自己身材變得更好，但被梨斗看見而變回原貌），平常總擺著一張撲克臉。因擁有能將自己身上的任何器官轉換成武器的能力，故被稱為「全身武器」和自身的體內帶有纳米機械。受予以假情報的委託人拉可斯波的委託，到地球奪走梨斗的性命。意識到被拉可斯波利用的事，遭拉可斯波取消委託。由於被菈菈救起，所以即使菈菈笨拙，但對她仍抱著好意。
委託泡湯之後，以「自己不會錯失獵物」、「梨斗还是目标」為理由，繼續觀察梨斗。
經常面無表情，內心對感情這一詞不太理解。但對「H（色情）」的事情敏感（有時因為H的誤會，而用頭髮變成的大拳頭單打無辜的梨斗）。當與梨斗等人相處久了，感情變得較顯露，因周圍人的關係，以及對梨斗有些微感覺，開始明白所謂的感情。不但愛吃鯛魚燒和意外地對食有興趣，也喜好閱讀。討厭黏黏滑滑的東西。
經常餵貓。
被菈菈、美柑及鯛魚燒老闆等人叫「小闇」，本名與《黑貓》中的「伊芙」相同。有暗示自己是孤獨之身的發言。當初來到地球勸告美柑不要太接近自己和與自己親密，但慢慢地也肯與她做朋友。
小闇的太空船的名稱是露娜提克號（露娜提克號的名字來源據說是《黑貓》中的伊芙母親的姓氏，即是本劇角色提亞悠的姓氏。）
不論是造型、能力、性格、角色背景（還有原名）还有配音员都與矢吹健太朗前作《黑貓》中的伊芙（イヴ）大致相同，最為明顯不同的是小闇成為了孤獨冷酷的殺手，而《黑貓》中的伊芙後來的性格溫柔也不喜殺生被史恩和托雷影響想成為賞金獵人去捕抓壞人。
在《Darkness》中成為主要女主角，與芽亞是姐妹，也正式成為彩南高中的學生，同时终于鼓起勇气面对提亚悠。故事中叶被涅墨西斯激发出darkness形态，众人无助之际darkness小闇被梨斗用「校长式」性骚扰手段猥亵，Darkness系统本身产生bug，小闇得以恢复正常，并立刻狠狠给了梨斗一巴掌，之后向所有人道歉和道谢。在宇宙杀手小黑来袭时，受到其强大的战力威胁，主动变身成DARKNESS将小黑击败，但迅速被梨斗吃豆腐，后对梨斗进行告白：「你是我的恋爱目标」。
官方女主角总选举获得「想要成为自己家人的角色」第3名、「偶像团体」第3名、「想要进入身体一天的角色」第1名、「想要做自己恋人的角色」第3名。
古手川唯
本篇女主角之一。原1-B班班長。從二年級開始成為梨斗等人的2-A的同班同學。動畫版中是1-A班風紀委員，與梨斗等人是同班同學。是一個黑髮美少女。在學期的一開始，將菈菈和梨斗列為密切注意的人物，但是在沖繩星上意外被梨斗看到裸體，而且之後又曾在不良少年的手中被梨斗救出，開始對梨斗產生淡淡的愛意，情人節的時候還親手做巧克力送給梨斗。長谷見沙貴也說唯是與梨斗最相配的人。
不饒恕打亂學校風紀的人，是一個會嚴格執行全面搜身、查禁違禁物品的死腦筋少女。雖然是個美少女，但是幾乎都掛著嚴肅的表情，只有對梨斗等人才會露出高興純真的笑容。
不滿異性交往氾濫的彩南高中。希望重新整頓2-A，並競選班長，結果和不太了解參選意義的菈菈一起落選。現任2-A的風纪委員。
在梨斗去為因為感冒而請假的古手川送筆記，和探病時得知古手川喜歡貓（請見漫畫第120回和動畫第二季第3集－特戀藥♡-以及漫畫第129回），送情人節巧克力也以貓做參考。 並且把梨斗打電話來的手機鈴聲設定為貓叫聲。
在TV一期和OVA動畫中沒有設定成是旱鴨子，在泳池那話和菈菈他們很開心的一起玩水，完全沒有怕水的樣子。在OVA第三集中，甚至表現出和漫畫中截然不同的個性。
在幼幼臭鼬鼠事件中也被臭鼬鼠的屁變成小孩子。後因見梨斗為救幼幼臭鼬鼠而時的動作而想起在小學五年級時所見過的救貓兄妹既兄長的樣子，救貓的人就是梨斗，对梨斗好感再次大增。
和羅羅一樣都非常喜歡看《爆熱魔法少女恭子》，本人亦是霧崎恭子的Fans。
經常幻想自己與梨斗的二人世界。
官方女主角总选举获得「偶像团体」第1名、「想要进入身体一天的角色」第4名、「想要做自己恋人的角色」第5名。
父亲是律师。
娜娜·阿絲達·戴比路克
本作女主角之一。戴比路克星銀河系的第二公主，菈菈的妹妹，有露出象徵小惡魔的上犬齒。一開始很討厭梨斗，認為梨斗是「禽獸」，但後來在漫畫141回及156回以及漫畫版《Darkness》第13話、21話及22話看來似乎也對梨斗有好感。貧乳，跟茉茉是孿生姊妹，相當自大，喜歡把功勞攬到自己身上，所以常被茉茉掐脖子、尾巴，不甘被茉茉強攻的娜娜也會去反擊而去掐茉茉尾巴，最後她們就會變成互打。擁有和動物心靈感應的能力。翹家計畫成功後，和茉茉暫時住在地球。曾與茉茉利用菈菈未完成的電子3D虛擬遊戲來測試梨斗對菈菈的感情，但因遊戲出錯而差點與梨斗一行人被困在遊戲中，後因菈菈的幫忙而成功回到現實世界，而在和茉茉一起入住了結城家並在結城家的天花板和閣樓利用扭曲空間興建了房間和菈菈同茉茉一起住。
自身的反重力飛翼系統是菈菈發明的和已變成小型的芯片（用來裝上不同衣服時用的）。
曾和茉茉用了完全交換君改β版來交換身體並知道梨斗對娜娜以及貧乳的看法。故事后期被涅墨西斯利用暗物质而误吃了梨斗豆腐、「逆向性骚扰」梨斗，产生愧疚，因而不能再指责梨斗用「神摔」技能「性骚扰」其他女性。之后选择成為风纪委员，却发现唯和籾冈都对梨斗有意，内心产生波澜。
茉茉·貝莉雅·戴比路克
Darkness篇主要女主角。戴比路克星銀河系的第三公主，菈菈的妹妹，跟娜娜是孿生姊妹，巨乳（依她的年齡來看），擁有和植物心靈感應的能力，雖說平常看起來是個乖巧平凡的小女孩，自尊心強，但發起脾氣來就可以跟自己的父親一樣恐怖，像是雙面人一般，心智異常的成熟（會玩那種18禁的RPG遊戲）。在男生中人氣很高，甚至有粉絲團。與姊姊菈菈一樣喜歡梨斗，曾說過「當情婦就好」的話，也和姊姊菈菈一樣愛鑽進梨斗的棉被。現在和娜娜一起入住結城家並在結城家的天花和閣樓利用扭曲空間興建了房間同菈菈和娜娜一起住。
在《Darkness》篇中，和金色闇影一起成為主要女角（原本的菈菈和春菜戲份則大幅減少）。她察覺到芽亞的陰謀而告知梨斗，並說明誓死也要保護他。
平常表現得像乖小孩，實則工於心計，非常腹黑，其所精心策畫的樂園（後宮）計畫為Darkness篇主軸之一。生氣與戰鬥力全開的樣子似乎很可怕，因此不願在梨斗面前表現出來，只在迫不得已時，有所保留地發揮實力。
以成為梨斗的情人為目標，是否正室並不在意。有天正苦惱如何提升梨斗對自己好感度時，姊姊菈菈樂天派發言說，很高興能跟春菜一起和梨斗結婚，大家一起獲得幸福，讓她靈機一動，決定實行樂園（後宮）計畫，在暗中幫助梨斗建立「樂園」（後宮），令梨斗變成「肉食系」並使所有女角都愛上他或坦白情意。這樣一來，梨斗擺脫地球一夫一妻與專情的常識束縛後，她便能光明正大的成為側室，得到梨斗寵幸的機會也會大增。（Darkness篇第0話）
十分羨慕梨斗對美柑的特別感情。
有时会幻想着梨斗而抚摸、亲吻自己的尾巴做出类似自慰的举动。
在母亲赛菲访问地球时，提到梦梦才是三姐妹中最像自己的人。涅墨西斯胡闹事件时观察到梨斗和春菜互相告白之后痛哭，发觉自己真正的心意并不是在后宫中排第几都无所谓，而是想成为梨斗最爱的人。在涅墨西斯的竞争刺激下正式对梨斗告白并发出要成为梨斗最爱的人的宣言。
官方女主角总选举获得「想要成为自己家人的角色」第6名、「想要做朋友角色」第10名、「偶像团体」第7名、「想要做自己恋人的角色」第6名。
黑咲芽亞
Darkness篇女主角之一。在漫畫版《Darkness》中登場。1年B班、娜娜與茉茉的同班同學。紅頭髮綁辮子的少女。在第二集揭露擁有與小闇相同的變身能力以及這种變身能力是小闇的改良版（能夠變成更多和不同的武器，例如光束兵器），稱呼小闇為「姊姊」，據「主人」涅墨西斯所說是小闇唯一的親人，計畫抹殺梨斗，目的是為了讓小闇恢復殺手的本性。
名字的意義是取自 「Nightmare（噩梦）」的
超級喜歡甜，能把紅茶用糖塞滿後再不斷地塞，以及會把甜食當正餐，美柑認為芽亞這點和小闇十分相似，是小闇和芽亞這對姐妹的特色。
性格上沒有像小闇一樣討厭「H（色情）」的事，反而很主動地對梨斗做「H」的事。
曾被娜娜看見了戰鬥的樣子。在21話中對奈奈說「和奈奈的朋友關係只是過家家的」，後來自身也是十分之後悔。在漫畫22話中和奈奈再次見面，之後被奈奈的說話打動而重新成為朋友，但在當天晚上，自己的主人奈梅希斯出現在自己家，對芽亞下了暫時按芽亞自己的想法生活的命令。故事中叶假扮成春菜试探梨斗的想法，被梨斗识破后在茉茉面前明确表示支持茉茉的「乐园计划」。
官方女主角总选举获得「想要做朋友角色」第2名。
涅梅西斯
Darkness篇女主角之一(《Darkness》61話之後)。在漫畫版《Darkness》登場，芽亞的主人(《Darkness》46話之前)，黑肤，身穿黑色吊帶睡裙，長髮及膝的少女，其身體是由暗物質組成。和小闇及芽亞一樣是變身兵器，但变身能力跟她們不同。小闇和芽亞是擅長把身體變成武器的變身兵器，而涅梅西斯则是擅長把自己的身體及樣貌變成其他人的樣子，還可以用身體的暗物質變成各種武器或防禦，也能夠與小闇及芽亞一樣利用變身能力去自由更改身型及服裝，但真正的能力是「變身融合」。
涅梅西斯是科學家以「涅梅西斯計劃」之名，打算開發以暗物質為素材的變身兵器，開發過程卻不斷的失敗，事實上是科學家沒發現密封艙裡有誕生了一個的微小思念體，也就是涅梅西斯，於是後來計畫遭到凍結，在那幾年之間，涅梅西斯就像幽靈一樣在研究所裡飄盪，侵入組織的電腦得知自身的事及小闇和芽亞的事，還有關於「DARKNESS」的知識，後來研究所遭到破壞而從研究所中出來時，由於只有精神是安定的狀態，那時看見了芽亞，並得知芽亞需要他人的指引以及自己需要一個身體來等待身體處安定狀態，所以就用能力和芽亞融合，學習到如何實體化，因此現在不用再依靠芽亞的身體也能生活。
在總選舉公式書的作者訪談，提到要讓涅梅西斯擔任新系列劇情的主要中心人物。
正式出场后不久被梨斗发动「神摔」技能撫摸到臀部并且私處接觸了梨斗的嘴唇，然而涅墨西斯发觉这样很有趣，所以後來變本加厲地挑逗梨斗，並幻想性虐梨斗而露出興奮表情，让梨斗当自己的仆人。中途被茉茉試圖阻止，但反去玩弄茉茉尾巴令她全身酥軟在地，茉茉發射尾巴光線反擊時以一瞬間敏捷地避開。臨走前表示會再見茉茉及梨斗他們。后来和戴比路克王正面对抗，却被壓倒性地擊敗，由於身體損傷太重導致無法用暗物質再生而濒临死亡，梨斗為了救她，叫涅梅西斯附身（變身融合）到自己身上讓她的身體能穩定恢復。目前過著寄宿在梨斗身體上的生活，雖然有時候會短暂控制梨斗的身體來惡作劇（只有幾秒，主要是对其他女性），但性格似乎慢慢變得溫和，也不再叫梨斗为僕人，改叫梨斗。寄身梨斗后也曾利用暗物质使美柑和娜娜误吃梨斗豆腐、「逆向性骚扰」了梨斗而产生愧疚，因此她们便不能再指责梨斗用「神摔」技能「性骚扰」其他女性。在宇宙杀手小黑来袭时，感受到小黑的战力威胁，只恢复了7成实力的涅墨西斯被迫从梨斗体内脱出而保护梨斗。解决小黑事件后涅墨西斯对梨斗射出变男变女君使他变成梨子，涅墨西斯则变成男梨斗并对梨子施以梨斗摔，令梨斗亲身感受被自己吃过豆腐的女孩子们的感觉，从而告知梨斗应该对这些女孩子们负起责任，也就是建立后宫。
故事结尾发起胡闹计划，成为彩南高校真·学生会长，在全校学生大会时当众对梨斗告白并宣言“把彩南所有的女生都收为梨斗的侧室”。在梨斗和春菜互相告白后停止了之前的胡闹行为，并表达出涅墨西斯真正的目的是激发梦梦正视自己的真心，并对梦梦发出“在真正的你面前俘获梨斗的心、让你的心灵屈服”的竞争宣言。
官方女主角总选举获得「想要成为自己家人的角色」第2名、「想要进入身体一天的角色」第2名、「想要做自己恋人的角色」第8名。

## 彩南高校

### 學生

#### 梨斗的同班同學
猿山健一
梨斗的好朋友，外表如同一般的高中男生，常被梨斗誤認為跟猴子是同類，學園祭的執行委員之一，在班上提出了自己所想的節目「アニマル喫茶（動物裝喫茶）」（讓女學生穿上動物的服裝招待客人），獲得全體同班同學的同意。並且是不能被班上輕視的發言人。
理解力好，也能夠預料事情，例如：春菜梨斗實際上作為的生辰八字。並且常常找機會撮合梨斗和春菜兩人（帶到更衣室並支開旁人）。在動畫18集中差點被當成特產帶回宇宙，在動畫第23集夢到自己進入江戶時代。在OVA第一集中對變成夕崎梨子的梨斗一見鍾情。個性則是個標準的好人。
籾岡里紗
春菜的好朋友。有著波浪的髮型。
猥褻狂，是平凡的高中女生。覺得女性的胸部很有趣，會去搓揉春菜、菈菈等女性的胸部。自從知道菈菈的弱點是尾巴之後便時常撫摸，疑似帶有戀母情結。
叫菈菈「菈菈亲（ララちぃ）」（中文發音「菈菈琪」）。沒辦法理解梨斗對菈菈的感覺，但是菈菈本身個性灑脫，令她感到羡慕。
上課時座位近黑板數上第2個位以及坐在唯的前面。
官方女主角总选举获得「想要做朋友角色」第9名、「想要做自己恋人的角色」第2名。
人气总选举获得「想要做自己恋人的角色」第2名，仅次于春菜，之后在漫画中戏份极大提升，作者矢吹在人气选举后的第64話中，将籾岡的长相画得明显提升。
本想借诱惑梨斗来戏弄娜娜，但被涅墨西斯控制的梨斗的霸气「宣言」所撼动，随后开始思考自己到底对梨斗是什么心思，并在后续和梨斗也有進一歩發展。
澤田未央
春菜的好朋友。特徵是雙馬尾和眼鏡。
熟悉有關臨海學校的比膽量的徵兆，同時也是萬事通。和里紗一样叫菈菈「ララちぃ」。
常和里紗一起聊八卦，並且體貼朋友，但是沒注意到春菜正秘密地想梨斗的事。
和里沙一起成為菈菈的朋友，之後開始變成加上春菜的四人小團體。
平時在妹cafe工作。
上課時座位是在唯左下方。
官方女主角总选举获得「想要做朋友角色」第3名。
連·艾爾西·裘利亞
菈菈童年時期的朋友，有著帥氣容貌的美少年，成績優秀，運動神經非常好。是梅莫魯西星人的王族，具有男女個性與肉體的轉換能力。本來不會因為打噴嚏就產生男女轉換，不過可能是因為地球的環境和梅莫魯西星不太相同，因而變成只要打噴嚏就會產生性別變化。在小时候常被當作菈菈新發明的小白鼠，或被逼迫變裝成女人。從菈菈的年幼時期就对其抱有强大的愛慕之心，有一个當自己以後變得很有男子氣概時就和菈菈结婚的约定（但菈菈早忘了），為了實現約定才轉來彩南高校。總是把梨斗當成對手、情敌，並且拼命想把菈菈的好感從梨斗轉向自己。但是另外一個自己的心已被梨斗奪取，所以對梨斗的看法非常矛盾。到了二年级的時候，只有他一個人與菈菈、梨斗等人不同班。
女性的容貌以及男女轉換能力是其自卑的原因。因此他不管任何事都拘泥於「男子氣概」的表現。隨著劇情主軸由菈菈轉向梨斗，原本作為菈菈未婚夫的連，目前出場機會全被作為梨斗愛慕者的倫給搶去了。
在Darkness篇中，成功和倫分離，成為獨立的個體。根據小闇在看的銀河珍種大圖鑑所說，梅莫魯西星人通常係第一次及第二次性徵後經過獨自生態的【第三性徵】後因生態變化而分離成兩個獨立個體。
自從和倫分離後，比以前少了更多的出場時間，就算有倫的戲份，連也未必能夠出場。
倫·艾爾西·裘利亞
本作女主角之一，連的女性人格。可愛的美少女。只要打噴嚏就會產生性別變化。在一次偶然與梨斗相遇時喜歡上了梨斗；為了見梨斗，還準備女生制服潛入學校。後來經過校長同意成為正式學生。個性直率，嫉妒心強，出人意料的是个大胃王。後被星探發掘而參演《爆熱魔法少女恭子》，成為偶像，並與恭子結為好友。在這有一個有趣的地方：若以連的身分出場，他就會撇開梨斗轉而追求菈菈；若打個噴嚏以倫的身分出場，反而會擠掉菈菈轉而討好梨斗。
官方女主角总选举获得「偶像团体」第4名。
在Darkness篇中，成功和連分離，成為獨立的個體。也讓茉茉的後宮計畫又更進一步，根據小闇在看的銀河珍種大圖鑑所說，梅莫魯西星人通常係第一次及第二次性徵後經過獨自生態的【第三性徵】後因生態變化而分離成兩個獨立個體。
在幼幼臭鼬鼠事件中，因連的大意而令幼幼臭鼬鼠逃走了，深感自己不能經常照顧得到幼幼臭鼬鼠的伦选择把牠給了娜娜（娜娜用傳送電話入面的生態地方照顧幼幼臭鼬鼠）。
从偶像事务暂时休假回到学校时，一度想使用催情熏香色诱梨斗，但关键时刻自己主动打碎了熏香中止催情，随后向梨斗告白并决定努力成为梨斗最喜欢的人。结局时似乎发现了恭子也喜欢梨斗。
村雨靜
400年前死去的人，是住在彩南高中舊校舍的幽靈，後來附身在御門老師製造的人偶裏，以村雨静的身份就讀彩南高校，為報答御門老師所以在醫療室工作。
和春菜关系最为亲密，坚定地支援春菜的恋爱，经常鼓励她对梨斗主动一些，同时自己会观察梨斗。
因很久未離開過舊校舍，因此好奇心十分旺盛，個性迷糊蛋卻不失可愛。
擁有念力。十分怕狗，一旦遇上狗就會念力失控或靈魂出竅，但不知為何狗隻一旦見到靜就會接近或者追逐她，但同時在場的其他人完全被狗无视。芽亚会利用这点会对小静进行恶作剧。
被御门凉子强行拉入由其和提亚悠为了解决梨斗的「神摔」技能而组建的梨斗心理咨询师三人组，却被梨斗吃了三人不少豆腐。
官方女主角总选举获得「想要做朋友角色」第4名、「偶像团体」第2名。
的目揚（聲優：吉開清人）
梨斗班上的男班長（春菜是女班長），人物線條簡單，設定書上形容為「5秒就能畫出來的班長」，認真負責。戲份不多，但畢竟是班長，還是有適合他出現的場合（例如唯請病假時請梨斗把講義拿給她）。有時也會出現在背景中。有個年紀小且長得很像的妹妹。
新井紗弥香（聲優：西野陽子（无印 第1季、OVA）→石上静香（DARKNESS 第2季））
身高168cm，三圍B75/W55/H80。
多次出現在背景中的女学生之一，曾经多次被梨斗吃了不少豆腐。在20周年纪念特别篇中首次以女主角身份出场。
從一年級開始与梨斗同班，隸屬於網球部。留着绿色短髮，左右兩邊的頭髮用髮夾固定。是平凡的高中女生，被茉茉稱拥有着能够与菈菈和古手川身材相比的美女。
似乎对帥氣男子完全没有抵抗力，當連不小心碰到她的胸部時，她笑著说不用在意。
批評梨斗是“可恥的惡魔”，認為他很危险。然而，當看到梨斗嚴肅的表情后，似乎喜欢上了梨斗并稱他為“帥哥”。
第一季动画版中名字命名为“松尾”。
官方女主角总选举获得「想要做朋友角色」第25名、「想要成为自己家人的角色」第25名、「想要做自己恋人的角色」第21名。

#### 其他學生
天條院沙姬
梨斗等人的學姐。具有捲髮特徵的角色。
擁有雅致高貴的姿容，但笑起來毫無氣質，總是由豪華轎車接送，並且在别墅舉行聖誕宴會，是大富翁的女兒。什麼都自認為第一，自詡為女王，有著傲慢的性格。因菈菈太受歡迎而燃起單方面的競爭意識，常想要打擊菈菈卻總是失敗，还会被梨斗吃豆腐。
在漫畫中對薩斯丁一見鍾情，但動畫中則是到了第二季才提及。
為了打倒菈菈而引誘和她有婚約的梨斗，但是沒有效果。在文化祭時受到慘痛的教訓。
擁有強烈的自信。曾比賽籃球投進三分球，好像對各種事情都有一定的實力。對除了菈菈以外其實都很好，也很會照顧人，有恩必報是她的優點。发现凛对梨斗的感情后好意支援凛的恋爱，但发生意外自己却被梨斗吃豆腐。
官方女主角总选举获得「想要做朋友角色」第6名。
九條凜
本作女主角之一。沙姬的跟班之一，家中世世代代服伺天條院一族。髮型是馬尾的冷美人。經常手持竹劍或木刀。會在沙姬的命令下收集菈菈的情報，在情報的收集上有很大的自信。有恐高症。
官方女主角总选举获得「想要成为自己家人的角色」第10名、「想要做朋友角色」第5名、「想要进入身体一天的角色」第3名。
故事早期曾被茉茉洞悉到她有加入「樂園（後宮）」的可能。魔剑事件中遭魔劍俘虜而最後由梨斗救出，對梨斗好感度直線加溫；向梨斗道謝時害羞的表情，沙姬表示「第一次見到妳露出那種表情」，看到了戀愛的氣氛。由于一直陪伴沙姬的缘故，在沙姬被梨斗吃豆腐时，自己也跟着遭殃了很多次。
藤崎綾
沙姬的跟班之一。是個佩戴眼鏡，存在感不大，表情變化很少的少女。視力相當差，當拿下眼鏡就幾乎看不到東西，不過拿下眼鏡後的臉其實非常漂亮，是個美少女。
弄光泰三（聲優：浪川大輔）
棒球部的前輩。自詡實力不輸職業選手。首次出場時就向菈菈告白了，可是被拒絕。當看到一群美少女的時候就想要告白。還是個偷拍狂熱者，在女子更衣室以及游泳池架設針孔攝影機。而且還有一本彩南高校所有女學生的詳細的數據的筆記本，曾被梨斗脅迫抄了一份給他。每當登場的时候，經常對後輩說「さすがセンパイ」（插入失敗，但センパイ亦可解作「前輩」）。
弄光的包圍者
經常在弄光旁邊的包圍者，无论弄光说出什么话。做出什么举动、弄光的言行被他人如果评价，包圍者永远都会跟上说一句「不愧是弄光前辈……」。成員是三個棒球部的傢伙。據說，包圍者好像在「JoJo的奇妙冒险」的ディオブランド的針對弄光的行為引起騷動。
立花
梨斗中學時足球部的後輩，後來也進入彩南高校就讀，再度遇見梨斗。特徵是眼鏡和雀斑。有點花痴，見一個愛一個，但是因為害羞而無法和對方說到話。
認為身邊都是女孩子的梨斗是戀愛的大師，因而拜託梨斗教他和女孩子相處的技巧，並教他如何向喜歡的女孩子告白，梨斗答應後才發現他喜歡的是春菜，所以就故意告知錯誤資訊使他遭到春菜疏遠，但本人並未發現。具有凡事都感到困難的性格，但是對梨斗而言像是崇拜自己的小弟。

### 教職員
校長（聲優：緒方賢一）
彩南高中的校長，本名不詳。肥胖、穿花俏的西裝和戴太陽眼镜。是一個徹頭徹尾的變態。
和一般校長的形象完全不同，經常偷窺女學生，亦是學校的問題人物。在臨海學校時潛入女浴室，進行偷窺但被發現，被女學生們圍毆了整天，能拿到的東西都被拿來砸他。經常被揍了一大頓但之後都沒有反省、改變的想法，而且不論是被小闇痛扁还是受恭子火燒，不久後即能恢復，已接近有不死之身。動畫中被傑·普利擬態來引誘梨斗。被幼幼臭鼬鼠的屁變成年輕的样子则有很多頭髮。在小闇变成darkness后试图突襲小闇，結果被小闇用變身能力製造的蟲洞轉移去了南極。在赛菲访问地球时一度被赛菲感化成好人。
另外有抖M的性格。
御門涼子（聲優：城雅子→櫻井浩美（Darkness起））
生日9月9日，身高171cm，體重59kg，三圍B95/W58/H91，血型O。
表面上是彩南高中的保健教師，但是其真實身分是謎一樣的宇宙醫生。暫時居住在地球，以前也有治療過「金色闇影」。喜歡告訴菈菈錯誤的地球情報來逗純情的梨斗。
和蒂亞優是在學生時代大約是14歲時的同學，是十分友好的朋友，因此到了現在也經常幫金髮巨乳的眼鏡冒失娘－蒂亞優。发现小闇陷入恋爱并将此事告诉提亚悠，二人为了解决梨斗的「神摔」和小静一起组成梨斗心理咨询师三人组。三人纷纷被梨斗数次吃豆腐后，御门不禁感叹治疗不能！并为梨斗的「神摔」技能起了个医学术语——突发性无耻综合征。
官方女主角总选举获得「想要成为自己家人的角色」第2名、「想要进入身体一天的角色」第10名。
骨川（聲優：麻生智久）
梨斗班上的導師，是個老人家。佩戴像瓶底般厚的眼鏡，現在有嚴重的腰痛，曾被幼幼臭鼬鼠噴出的還童氣體变年轻，年輕時長得非常帥，是個萬人迷。
因身体原因一度引退，身体情况好转后又回到教职上。
佐清
彩南高中的體育教師，也是春菜的網球部指導老師，在高中時代有過校際比赛的經驗。
從女學生用甜蜜的口氣和爽快的姿容看來擁有不錯的人氣。曾經被傑・普利擬態成他的外表混入彩南高中。
鳴岩
教務部主任。留平頭的男子，有著鱈魚子般的厚嘴唇和強壯的體型。
提亞悠・魯納迪克（聲優：福圓美里）
生日2月24日，身高167cm，體重58kg，三圍B96/W56/H90，血型AB。
初登場在漫畫版《Darkness》第14話，彩南高中2-A班的副班主任，教授的科目為生物，學校稱入職的原因是因為校方為了幫助腰痛加劇的骨川老師和由御門老師推薦，骨川老師回归工作后提亚悠转而担任小闇、芽亚、娜娜、茉茉所在的1年B班班主任。
自身是一個金髮巨乳的眼鏡冒失娘（會和梨斗一樣的隨時隨地的跌倒，就算沒有足以構成跌倒情況下，也可以進行跌倒這項動作）以及沒有眼鏡看不見事物，真正身份是外星人並且也是利用自身細胞來做小闇的人，和御門老師是在學生時代大約是14歲時的同學，十多歲就是問鼎宇宙生物工學的天才科學家，後來被奇怪的研究所看中之後做出了小闇（所以小闇的樣子和提亞悠很像，就算是不知情的人也會說是小闇的成年版），後來因為和研究所的理念不同而差點被抹殺，紛亂中蒂亞優未能帶小闇一起逃走，當時自身能逃走已是十分命大了，後在隱藏身分輾轉在其他星球時聽聞研究組織被消滅了，雖有找過小闇，但卻以無功告終，後來得知小闇以殺手身分成名時內心感到十分痛苦，在地球重逢時因為心中那段陰影導致雙方陷入無語以對的窘境。和小闇的分別在於當年和御門老師是在學生時代大約是14歲時的合照，當時的蒂亞優已經是一名巨乳，但現在的小闇並不是巨乳（雖然小闇可以隨意改變身體，但小闇畢竟是用蒂亞優的細胞來做，就生物學複製技術而言這明顯出包）。自身現在和小闇一樣也是非常內疚。来到地球后和好友御門同居。
愛稱小闇為伊芙。被御门凉子告知小闇陷入恋爱，对象为梨斗，因而提亚悠迫切希望做些事情支援小闇的恋爱，考虑到梨斗的「神摔」技能，提亚悠与御门和小静一起组成梨斗心理咨询师三人组，结果反被梨斗吃了不少豆腐。
官方女主角总选举获得「想要进入身体一天的角色」第8名、「想要做自己恋人的角色」第10名。

## 主要人物的家族

### 結城家
結城才培（聲優：藤原啟治）
梨斗和美柑的父親。是同時連載三部漫畫，受歡迎的漫畫家。戴写着大漁的頭巾，鬍渣獨特，性格豪爽。
現年三十六歲。正在連載的作品是「英雄學校」。
一點也不介意兒子正和菈菈同居的事，正對自己作品有追求完美的工匠氣質。因為忙於工作，所以很少回到家中。經常任意驅使萨斯丁等三个助手。
姓名的由来被認為是有機栽培，培育出梨和（溫州）蜜柑兩種水果。
結城林檎（聲優：大原沙耶香）
梨斗和美柑的母親。海外小有名氣的設計師。
因為她的專業，所以能夠用精準的摸出女人的三圍，但卻會突然進入工作模式，對女生進行徒手測三圍，甚至撕開女生衣物以求更精準分析，偶爾會嚇到別人。
名字的意義是有機蘋果。
希莉奴（聲優：柚木涼香）（或译「雪莉奴」、「塞莉奴」）
生日8月7日，身高47cm，體重不明，三圍不明，血型不明。
菈菈在梨斗生日時送的稀有宇宙植物，特徵是花冠的中央長了尖牙利嘴，體積有兩層樓高，似乎是肉食性，喜歡梨斗。後期因疑似生病而死亡，但沒多久重生成小女孩的樣子，後來調查只是這種植物的生態之一，喝可樂就會呈現酒醉狀態，散播一種會讓人喜歡上梨斗的花粉。後來因為看了有關乳牛的書籍後，就有了看到女孩子（特別是胸部大的）就會去吸對方乳房的壞習慣（而被吸的人有沙姬，春菜，提亞悠，菈菈以及御門），讓梨斗大傷腦筋。自從去了學校後就經常引發一些對梨斗不利的事件，还不知為何总是喜欢拿走菈菈的缺陷發明品，常導致一些出包的事情發生（例如讓自己跟梨斗黏在一起，類似的事也發生在金色闇影與梨斗身上），也曾趁亂中搶走梨斗的手機拍到菈菈的裸照，還誤按傳送導致傳送到古手川唯的手機。
十分的頑皮，但因為是小女孩所以沒人罵過她，所說的話幾乎只有懂植物的茉茉聽得懂。
重生成小女孩後就和美柑一起睡覺（請見動畫第二季第11集），會因為滿月而長大（請見動畫第三季OVA5）。

### 戴比路克王族
奇多·路西翁·戴比路克（聲優：中村秀利、河西健吾(OVA)）
戴比路克之王，是菈菈·薩塔琳·戴比路克、娜娜·阿絲達·戴比路克、夢夢·貝莉雅·戴比路克的父親，也是宇宙最強的人物。
原本在梨斗的想像中是大魔王的形象，實際的外表和小孩一樣。個性貪玩、好色。喜歡女孩子的奇多，利用自己的外表讓女孩子大意，再實行掀裙子或擁抱攻擊。若是情況不對，就將責任推到梨斗身上。平常總是壓抑著自己的力量，若是釋放出來，足以毀滅一整個星球。
認為地球是天堂。但是如果發火，那麼破壞地球就如同吃蛋糕一樣（其實還是為了拯救的女兒們）。想早點從戴比路克之王的位子上引退之後過玩樂的生活。尊重菈菈·薩塔琳·戴比路克與結城梨斗結婚的意見並威脅梨斗，由於想引退的計劃被菈菈識破，所以暫時離開，但其實還是和部下住在地球。
戴比路克王本來是個高大帥氣的男人，在大約十年前統一銀河的戰爭中用盡了力量後變成了小孩子的模樣。但在darkness当中恢复了完全体。
賽菲·米卡埃拉·戴比路克（聲優：井上喜久子）
生日5月10日，身高167cm，體重50.7kg，三圍B92/W58/H90，血型O。
戴比路克王妃。宇宙第一美人，查姆星人的末裔，天生具有相當強的魅惑能力，只要看她一眼的男性甚至雄性都會不自覺愛上她，為了防止這件事，平常出門都得戴薄紗，但魅惑能力對於信念屹立不搖的人會沒效，目前只有戴比路克王和梨斗不會中招。年輕時被一群外星人所追趕，被還只是少年的戴比路克王解救，意外發現他是第一位不會中魅惑術的人。
原型是矢吹前作《黑猫》的赛菲莉亚·亚克斯。
因擔心成耗盡了自身的力量變為小孩的模樣的菈菈而來到地球。後來薄紗不小心被梨斗拿掉还被梨斗发动「神摔」技能吃了豆腐，但知道梨斗不會中魅惑術之後，看出他和戴比路克王有相同氣質，認為可以放心的把三位女兒託付給他。看穿了茉茉的「乐园计划」，表示梦梦是三个女儿中最像自己的人。
官方女主角总选举获得「想要成为自己家人的角色」第8名。
沛凱
菈菈製造的有自我意識萬能變裝機器人。眼睛為螺旋形，有一對翅膀。對梨斗的稱呼是「梨斗大人」。
沛凱從像Cosplay的禮服模式到地球上的一般制服都能自由的變化，也具有自行設計或是掃描路上行人衣著以增加服裝款式的功能，甚至還能夠修補他人破損的衣服。平常一直都讓菈菈穿在身上，但菈菈為了避免沛凱負擔過重，也有另外準備讓沛凱休息時用的一般衣服。除了休息，沛凱必須要睡眠才能補充能源。假如能源用完的話，沛凱變化的衣服會開始變得破破爛爛，到最後完全消失。
菈菈似乎很中意能秀出沛凱原形特徵的禮服模式，但在地球上看起來實在太特別，所以外出時被梨斗和美柑要求換掉，現在只有在需要飛行的時候會換上。變換成其他服裝時，沛凱本體會變成有雙螺旋圖案的小徽章，並配合服裝成為髮飾或領結等飾品。當小徽章和穿的人分離的話，服裝的變換會強制解除；而分出來的小徽章被其他人碰到的話，會無視當事人原本的穿著，強制換上菈菈的衣服。
在繩星確認具有辨識水果有無毒性的機能。
沛凱可以只變化出飛行需要的反重力翼部份，單純要飛行的話，其實沒有換上整套禮服的必要。
能將變換出的服裝套在人偶身上，再操縱人偶行動來偽裝成人類。主要用來避免單獨外出時被孩童當成玩具虐待。
在日常生活中，不只負責菈菈的服裝，也擔任商量煩惱的對象、打電動的玩伴等等，可以說是菈菈的好夥伴。性格上彬彬有禮，擁有讓人想不到是機器人的喜怒哀樂的感情和洞察力（連載初期還可以看到沛凱毒舌的一面，像第一次見面時突然叫梨斗「其貌不揚的地球人」）。打從內心仰慕身為自己的製造者兼王女的菈菈。對梨斗不回應菈菈的追求感到不能理解。雖然尊重菈菈的想法，但覺得在地位上還是能力上都配不上菈菈的「非常普通地球人」梨斗有點靠不住。對菈菈完全看不上梨斗以外的男生這件事感到很擔心。
薩斯丁（聲優：子安武人）
生日4月1日，身高205cm，體重108kg，三圍B125/W111/H116，血型O。
戴比路克王室親衛隊隊長和最強的劍客，可敏捷的砍斷汽車。但是在地球上就不同了：常被狗咬；常呆站在鐵路上被電車撞；還因為常常迷路，如同走失的孩子一般受警察關照，形象被嚴重扭曲；還曾被幽靈附身（請見漫畫第144回）。性格的原型被認為是《黑貓》的庫利得。手持的劍是「幻想虎徹」（Imagine Blade，《黑貓》的庫利得的劍）。
原來站在保護的立場，反對菈菈與梨斗交往（誤解是開端），但是被梨斗的話語感動，並且在梨斗等人的朋友勸說下改變立場。
部下是兩個戴著太陽眼鏡、像是黑社會成員的男人。和薩斯丁一樣，由於某一件事情成為結城才培的助手。
現在因成為結城才培的助手，所以出場機會就變得少之又少。
在漫畫版《Darkness》第31話中，久違地出場了，而後還與梨斗他們講關於魔劍的故事。
布瓦茲（聲優：松尾大亮）
薩斯丁的部下。金髮大平頭的男人，與瑪烏魯一起成為結城才培的漫畫助手。
現在因成為結城才培的助手，所以出場機會就變得少之又少。
在漫畫版《Darkness》第23話中，久違地出場了。
瑪烏魯（聲優：金野潤）
薩斯丁的部下。黑髮的大平頭的男人，喜歡動畫片以及人氣特撮番組「マジカルキョウコ」的卡通動畫，並且很詳細。
現在因成為結城才培的助手，所以出場機會就變得少之又少。
在漫畫版《Darkness》第23話中，久違地出場了。

### 西連寺家
西連寺秋穗（聲優：高橋美佳子）
是春菜的姐姐，目前與妹妹春菜同居。是一位有城市潮流的女性，馬隆的真正主人。
感情觀方面，抱持玩玩的心態，似乎與多名男性約會而不想與任一人交往。 古手川唯的哥哥遊想認真追求，但在秋穗眼中似乎只是還可以約會的對象。
讓一時和梨斗吵架而離家出走的菈菈在她們家住一晚，並且企圖讓菈菈與春菜的關係更密切，方便以後調教，但是失敗了。
似乎常調教妹妹，因此春菜抱怨秋穗以任意驅使自己的方式來代替房租。
其料理能力非常差，會在料理時把房間變得一團亂，經常都要春菜善後。
官方女主角总选举获得「想要成为自己家人的角色」第9名。
馬隆（聲優：吉野裕行）
春菜家飼養的波士頓犬，不帶可愛之處的外表，很倔强，且非常高傲，認為自己非常的尊貴，因此任意驅使變成了狗的梨斗。随後也强硬針對變回了人的梨斗。聲優設定和本作猿山健一相同。似乎對在天上飛舞的東西（蝴蝶、戴比路克星人的尾巴）和村雨静有無法克制的衝動。
漫畫版《Darkness》的19話中，在和春菜散步時被幼幼臭鼬鼠的屁變成小狗。
西連寺冬彥（聲優：野島健兒）
是秋穗和春菜的父親，目前和妻子夏美在另一個城市同居中。是一名小學教師。
原是在彩南工作的，但因調職而派去了另一個城市。
與夏美的初吻是在第一次約會的在夕陽時的公園裏。
夫妻二人非常之恩愛，經常會在眾人表前秀恩爱。
西連寺夏美（聲優：中原麻衣）
因擔心丈夫一個人的生活而跟隨去了另一個城市同居照顧丈夫。

### 古手川家
古手川遊（聲優：阿部敦）
唯的哥哥。登場時為19歲。是一個美男子。與妹妹的性格不同，較為不拘小節，曾在屋內赤裸上身，因而被妹妹責備。
與春菜的姐姐西蓮寺秋穗有過幾次約會。雖然看起來十分愛玩，但卻是認真想與秋穗交往。相對的秋穗並沒想認真回應。
已經查覺到妹妹唯對梨斗的感情，並默默的支持著。
作者表示希望他在故事中擔任相當於梨斗哥哥的角色，能在戀愛方面給予建言，但因為設定不足的關係，故事很難多加著墨。《無印》中篇幅不多，《Darkness》中更少。
少數知道梨子就是梨斗的性轉的男性角色。
唯、遊的母親（聲優：今瀨未知）
在無印第136話登場，名字不詳。
在作品中是除了林檎以外的另一位母親角色，有著和年齡相襯的模樣。對唯製作情人節巧克力的事感到欣喜並告訴遊去幫忙，還有對女兒開始對戀愛產生感覺感到非常高興。
對孩子的稱呼，叫唯是「唯」，叫遊是「小遊」。
唯、遊的父親
在Darkness篇第6話登場，名不詳，是个律师。
曾對唯說：「爸爸隨時都可以見對方（指梨斗，他認為唯已經交了男朋友）。」

### 天條院集團
天條院劉我
沙姬的父親。天條院集團的總帥。
九條戒
凜的父親。天條院家的執事長。

## 外星人
霧崎恭子/爆熱魔法少女恭子（聲優：千葉千惠巳）
本作女主角之一。生日8月25日，身高162cm，體重49.5kg，三圍B85/W56/H85，血型O。
在本作的虛構特攝劇登場的角色，性格、造型、聲優設定上與《黑貓》中的霧崎恭子相同（也和本作澤田未央一樣），樣貌就像是春菜放下了頭髮一樣。小倫參與該劇拍攝後，和小倫成為好友。也是菈菈的偶像，個性善良，擁有許多女學生粉絲，支持小倫跟梨斗在一起。曾為了倫而去調查梨斗的休閒日就去了彩南高校做演講，期間指定了梨斗作講解師，在經歷了和梨斗一起發生的種種事件後（特別是梨斗的公主抱），漸漸喜歡上了梨斗，並稱梨斗為王子殿下。之后又以眼镜娘形象登场，再次為了倫而去調查梨斗，期間和梨斗约会划船，再次經歷了和梨斗一起發生的種種事件後（特別是梨斗的公主抱），更加坚定了对梨斗的心意。结尾时看到伦和梨斗的手机合照而表示“真羡慕啊”，被伦打趣。
為高中三年級，是地球和菲雷伊姆星人混血。
官方女主角总选举获得「偶像团体」第5名
傑·普利（聲優：真殿光昭）
想和菈菈結婚的外星人。但是被菈菈撤底厭惡。以佐清老師的擬態出現（動畫中是以校長的擬態出現）。像爬蟲動物的外表，性格惡劣粗暴，巴爾卡星人的本體一般來說十分脆弱且矮小，但是卻有優秀的擬態能力來藉此壯大自己。
布留瑪
想和菈菈結婚的迷你外星人。乘坐蒼蠅大小的宇宙飛船活動。秘密地監視梨斗，原本要偷襲梨斗，卻不幸被才培開門時夾落，從此便不再出現。
拉可斯波（聲優：山口勝平）
在漫畫版35集登場，菈菈的未婚夫後補之一。脊背很低。是賈瑪星的王子。給金色闇影虛假的情報僱用她到地球暗殺梨斗，但是最後被菈菈狠狠的打出去。寵物賈瑪蛙吐出的黏液可以把衣服溶解。曾在漫畫版111、112話又帶著新的暗殺者和賈瑪蛙再來地球帶來暗殺梨斗和金色闇影，但自己養的賈瑪蛙被娜娜收服的瞪瞪巨蛇（賈瑪蛙的天敵）嚇到而成為娜娜的寵物，而拉可斯波又被菈菈轟回宇宙。
藍傑拉
外星殺手，外貌是攤販老闆之外星人。能從身體分泌絲線作為武器，如肢體般操縱自如，可當利刃、黏線、移動方式使用。受拉可斯波委託前來暗殺梨斗，被小闇以模仿絲線的金絲髮接近並擊倒。
庫洛（小黑）
漫畫149話出场，外貌、武器都神似《黑貓》中托雷·哈特涅特的外星殺手，與金色闇影有過節，似乎是將菈菈一夥人困在孤島上的元兇。其實是為了捕捉假扮嵐山和猿山的變裝外星人而來的。后透露金色闇影是由一名叫蒂亞優的博士所製做的生物兵器和一直受用於一個組織，但是後來組織被庫洛消滅了讓小闇有了自由。
在《Darkness》后期再次登場，受委託將梨斗列為目標而袭击彩南。被涅墨西斯评价为“单纯论力量已经接近奇多”，实力可以压制芽亚甚至是芽亚与恢复7成战力的涅墨西斯的组合。但随后不敌DARKNESS形态下的小暗，哈迪斯枪再次被打坏。发现小暗终于有了真正的生存意义后，决定金盆洗手。
卡梅隆
在漫畫151話現身，是變裝外星人來的。
因為從銀河黑道組織偷走了機密情報而逃亡中，後來到了地球後就假扮嵐山和猿山，當被發現後就發狂之後就變裝為奈奈但是因為奈奈是貧乳但卡梅隆就變了波霸這就立即被人發現了之後被奈奈打了一身，後來被庫洛算是放過了他（庫洛是以無心情做了和令到小闇欠他一次人情而放過的），之後被叫來的薩斯丁帶去給銀河警察。

## 其他
新田晴子（聲優：中村知子）
美柑的班級導師，是結城才培連載中的作品「英雄学園」的愛好者。年輕、戴著眼鏡，到結城家作家庭訪問時，才培為了連載作品而不在，由梨斗偽裝成才培，可是她卻沒有發現。
小暮幸惠（聲優：福圓美里）
美柑的同班同學，和美柑及乃際感情非常好。
乃際真美（聲優：矢作紗友里）
美柑的同班同學，和美柑及小暮感情非常好。

## 動畫版人物
皮卡利（聲優：三木真一郎）
在動畫第一季的第9集登場，一聽到心愛的菈菈有婚約便到地球來，企圖強迫菈菈跟他回去閃亮亮星，但最後被御門涼子以繃帶綑綁和菈菈的發明物「飛飛火箭君」『送』回閃亮亮星。
斯提拉（聲優：愛河里花子）
在動畫第一季的第10集登場，曾是菈菈的愛慕者之一，現任戴比路克王室菈菈公主的後援者俱樂部兼友會兼後援會的會長（應該吧！），想要菈菈回宇宙發新專輯，但被菈菈一口回絕。發現梨斗是菈菈的未婚夫後極度憤怒，還用頭髮將梨斗束住…（都趁著菈菈不注意時）想把春菜帶到宇宙做搞笑藝人。最後因為出版社逃漏稅被抓包而回宇宙。
卡達王子（聲優：東地宏樹）
在動畫第一季的第15集登場，戴比路克同盟國巴洛茲星的王子。因為來訪地球、戴比路克的外交使節也來不及到達，所以菈菈要去迎接他，卻也間接製造了梨斗和春菜接近的機會。